# 제2차 세계 대전 기간의 루마니아

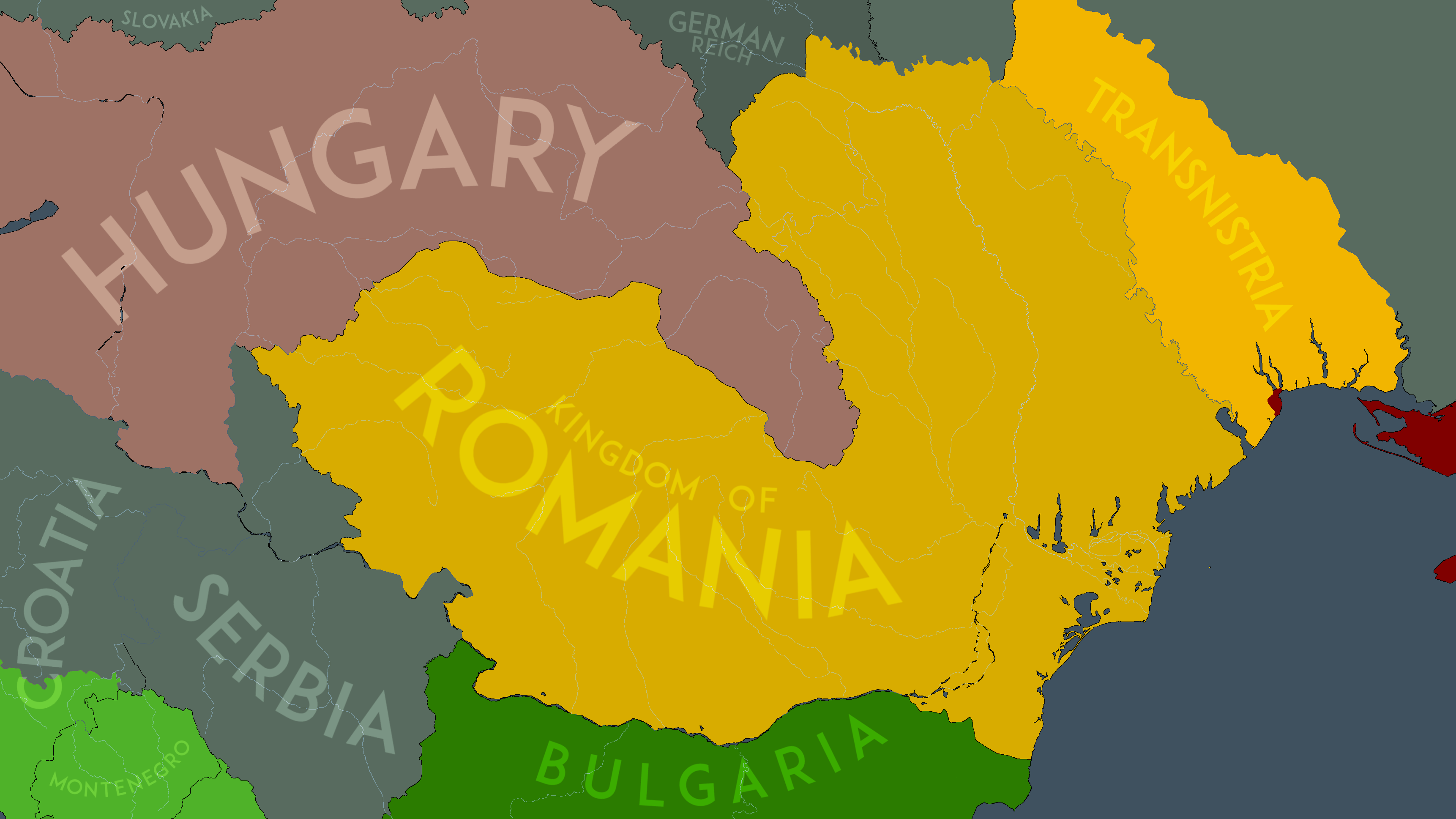
제2차 세계 대전 시기 루마니아 왕국의 최대 강역 시기. 1941년 8월 19일 시점으로 오데사 포위전 전투 종료 직전 시점이다.

카롤 2세가 통치하던 루마니아 왕국은 제2차 세계 대전 초기 중립국을 선언했다. 하지만 루마니아 내 파시즘 세력, 특히 철위대가 나치 독일 및 추축국과의 동맹을 주장하면서 인기와 권력을 얻었다. 루마니아의 영토 보전을 보증하던 두 주요 국가인 영국과 프랑스 중 프랑스가 1940년 5-6월 사이 프랑스 공방전으로 무너지면서 루마니아 정부는 독일에게 비슷한 영토 불변 보증을 받기 위해 접근했으나 독일은 이미 1939년 독일-소련 불가침 조약의 비밀 조항에 따라 소련 정부의 루마니아 영유권을 승인했다.
1940년 여름 독일과의 합의에 따라 소련은 베사라비아와 북부코비나를 점령했다. 1940년 8월과 9월에는 독일과 이탈리아가 중재한 두 건의 영토 분쟁이 루마니아에게 불리하게 종결되었다. 그 결과 트란실바니아 북부가 헝가리 왕국으로 넘어가고 남도브루자는 불가리아 왕국으로 넘어갔다. 루마니아 정부의 인기가 급락하면서 파시스트와 군부 세력이 더욱 힘을 얻었고 결국 1940년 9월 쿠데타가 발생해 이온 안토네스쿠 장군의 독재정이 수립되었다. 새로 수립된 국민군단국가는 1940년 11월 23일 추축국에 공식적으로 가입했다. 추축국의 일원이 된 루마니아는 1941년 6월 22일 소련 침공에도 합류해 나치 독일에 석유를 제공하고 독일의 다른 모든 동맹국을 합친 것보다 더 많은 병력을 동부전선에 투입했다. 루마니아는 우크라이나, 베사라비아, 스탈린그라드 전투에서도 큰 역할을 맡았다. 루마니아군은 루마니아가 점령한 영토에서 유대인 26만명을 박해, 학살했지만 루마니아 본토에 거주하는 유대인은 절반이 살아남았다. 루마니아는 독일, 일본, 이탈리아 3대 추축국에 이어 유럽에서 세 번째로, 전 세계에서 네 번째로 큰 규모의 추축국 군대를 보유했다. 1943년 9월 연합국과 이탈리아 간의 카시빌 휴전 이후에는 유럽에서 두번째로 병력이 많은 추축국으로 올라섰다.
1943년부터 연합국은 루마니아를 폭격하기 시작했고, 1944년부터는 소련군이 루마니아 본토를 침공하기 시작했다. 루마니아의 참전에 대한 국민의 의지가 흔들렸고 독일-루마니아 전선은 소련의 공격으로 붕괴되었다. 1944년 8월 미하이 1세 국왕이 쿠데타를 일으켜 안토네스쿠 정권을 축출하고 뒤늦게 연합국에 합류했다.(안토네스쿠는 1946년 6월 처형됨) 이렇게 뒤늦게 승전국에 합류했음에도 대루마니아를 회복하는데는 실패했다. 대신 헝가리로부터 북트란실바니아 영토를 되찾아왔다.

## 루마니아 국경 문제
루마니아는 1919년 통일 왕국을 이루었지만, 독일, 영국, 프랑스는 독립만 인정할 뿐 새로 얻은 영토로 늘어난 국경을 인정해 주지 않았다. 러시아는 루마니아의 베사라비아, 부코비나, 헤르차 지방을 병합해 소련의 15개 공화국 중 하나인 몰도바 공화국이 탄생하였다. 또한 히틀러의 압력으로 루마니아는 카드릴라테르 지방을 불가리아에 할양하였고, 트란실바니아 북서부 지방을 헝가리에 할양한 후, 주변국들로부터 국경을 인정받는다.

## 제2차 세계 대전 기간의 루마니아
안토네스쿠 장군이 이끄는 루마니아군은 독일과 연합해, 소련을 침공하였고 그 결과 소련에 할양하였던 영토를 다시 회복한다. 미하이 1세 국왕은 안토네스쿠에게 소련과의 휴전을 제의했지만, 안토네스쿠는 거절하였다. 이후 패전이 계속되자 미하이 1세는 이온 안토네스쿠를 체포한 후, 추축국에서 탈퇴 후 연합국으로 돌아선다.

## 같이 보기
- 독일의 루마니아 내 작전
- 루마니아의 군사사
- 루마니아 해군의 교전 목록
- 라틴 추축국 (제2차 세계 대전)
- 크로아티아-루마니아-슬로바키아 친교 협정

## 참고 문헌
- Bucur, Maria (2002년 4월 1일). “Treznea: Trauma, nationalism and the memory of World War II in Romania”. 《Rethinking History》 (영어) 6 (1): 35–55. doi:10.1080/13642520110112100. S2CID 143005164.
- Harward, Grant T. (2021). 《Romania's Holy War: Soldiers, Motivation, and the Holocaust》. Ithaca, New York: Cornell University Press. ISBN 9781501759963. Review.
- Bucur, Maria. Heroes and victims: Remembering war in twentieth-century Romania, Indiana University Press, 2009.
- Butnaru, I. C. Silent Holocaust: Romania & Its Jews (HIA Book Collection, 1992) 225pp.
- Case, Holly. Between states: the Transylvanian question and the European idea during World War II. Stanford University Press, 2009.
- Crăciunoiu, Cristian; Mark W. A. Axworthy; Cornel Scafeș (1995). 《Third Axis Fourth Ally: Romanian Armed Forces in the European War, 1941–1945》. London: Arms & Armour. 368쪽. ISBN 1-85409-267-7.
- Deletant, Dennis. "Romania" in The Oxford Companion to World War II edited by I. C. B. Dear and M. R. D. Foot (2001) pp 954–959.
- Deletant, Dennis. Hitler's Forgotten Ally, Ion Antonescu and his Regime, Romania, 1940–44 (London, 2006).
- Glantz, David M. (2007). 《Red Storm over the Balkans: The Failed Soviet Invasion of Romania, Spring 1944》. Lawrence: University Press of Kansas. 448쪽. ISBN 978-0-7006-1465-3.
- Thomas, Martin. "To arm an ally: French arms sales to Romania, 1926–1940." Journal of Strategic Studies 19.2 (1996): 231–259.
- Michelson, Paul E. "Recent American historiography on Romania and the second world war"  Romanian Civilization. (1996) 5#2 pp 23–42.
- Solonari, Vladimir (2019). 《A satellite empire: Romanian rule in southwestern Ukraine, 1941–1944.》. Cornell University Press. ISBN 9781501743191.
- Popa, Ion (2018). “The 7th Roșiori (Cavalry) Regiment and the Holocaust in Romania and the Soviet Union”. 《Dapim: Studies on the Holocaust》 32 (1): 38–56. doi:10.1080/23256249.2018.1432250. S2CID 159021449.
- Porter, Ivor. Operation Autonomous. With SOE in Wartime Romania (1989) 268pp; The British intelligence operation.
- Saiu, Liliana. Great Powers & Rumania, 1944–1946: A Study of the Early Cold War Era (HIA Book Collection, 1992), 290pp.
- Weinbaum, Laurence. "The Banality of History and Memory: Romanian Society and the Holocaust", Post-Holocaust and Anti-Semitism No. 45 (June 2006) 보관됨 2021-03-14 - 웨이백 머신
- Some passages in this article have been taken from the (public domain) U.S. Federal Research Division of the Library of Congress Country Study on Romania, sponsored by the U.S. Department of the Army, researched shortly before the 1989 fall of Romania's Communist regime and published shortly after. Romania – World War II, accessed July 19, 2005.

### 군사 및 정치사
- Axis History Factbook – Romania
- worldwar2.ro: Romanian Armed Forces in the Second World War
- Dan Reynolds. The Rifles of Romania 1878–1948
- Paul Paustovanu. The War in the East seen by the Romanian Veterans of Bukovina
- Rebecca Ann Haynes. 'A New Greater Romania'? Romanian Claims to the Serbian Banat in 1941
- Stefan Gheorge. Romania's economic arguments regarding the shortness of the Second World War
- Map of Romania's territorial changes during World War II 보관됨 2022-02-14 - 웨이백 머신
- World War II archive images with the Romanian Forces 보관됨 2014-05-12 - 웨이백 머신

### 홀로코스트
- 《Final Report of the International Commission on the Holocaust in Romania》 (pdf). Bucharest, Romania: International Commission on the Holocaust in Romania. November 2004. 89쪽. 2012년 5월 17일에 확인함.
- Murder of the Jews of Romania 보관됨 2021-10-26 - 웨이백 머신 on the Yad Vashem website
- Holocaust in Romania from Holocaust Survivors and Remembrance Project: "Forget You Not"
- Roma Holocaust victims speak out